# Rabenfels-Klasse
Die Rabenfels-Klasse, auch R-Klasse, war eine Schiffsklasse der Reederei DDG „Hansa“. Die Howaldtswerke-Deutsche Werft A. G. in Kiel entwickelte den als Typ Ro-Ro 15 benannten Entwurf. Die Werften Sasebo Heavy Industries im japanischen Sasebo und die HDW bauten 1977 jeweils zwei Einheiten dieser ConRo-Schiffe.

## Geschichte
Die Schiffe wurden 1976 für den Einsatz zwischen Europa und dem Persischen Golf geordert und innerhalb der zweiten Jahreshälfte 1977 abgeliefert. Hintergrund der Bestellung waren die chronisch verstopften Häfen des Zielgebietes. Nach rund drei Jahren Linieneinsatz zum Persischen Golf, bzw. den Vereinigten Staaten bei der Deutschen Dampfschifffahrts-Gesellschaft „Hansa“ meldete diese am 18. August 1980 Konkurs an.
Im Laufe des Jahres 1980 werden alle vier Schiffe veräußert, wobei sie teils bis zum Verkauf noch kurze Zeit für die DDG Hansa in Liquidation in Fahrt blieben. Zwei Schiffe legte man in Baltimore auf, wo sie durch die Reederei Christian F. Ahrenkiel aus Hamburg betreut wurden. Die Rauenfels wird rund ein Jahr bei der Hapag-Lloyd eingesetzt und dann weiterveräußert. Rabenfels und Reichenfels werden Anfang 1981 für jeweils etwa 20 Millionen DM an die US-amerikanische Reederei Lykes Lines weitergegeben. Die Rauenfels ist heute das einzige der Schiffe im regulären Linienbetrieb. Sie fährt als Oceanex Sanderling für eine kanadische Reederei.
Die anderen drei der Schiffe wurden 1993 vom Verkehrsministerium der Vereinigten Staaten erworben und der United States Maritime Administration (MARAD) in Norfolk zugeordnet. Diese betreibt das Trio bis heute als Cape Texas (T-AKR 112), Cape Taylor (T-AKR 113) und Cape Trinity (T-AKR 9711). Zurzeit gehören sie zur National Defense Reserve Fleet (NDRF) und kann innerhalb einer Frist von fünf Tagen einsatzbereit sein.

## Laderaumanordnung
Die Schiffe der Rabenfels-Klasse haben drei durchgehende Decks mit einer Gesamtfahrspurlänge von gut 2200 Metern. Auf diesen Fahrspuren finden insgesamt 180 40-Fuß-Trailer Platz. Auf dem Außendeck können zusätzlich 422 TEU oder weitere 72 Trailer transportiert werden. Das wichtigste Teil der bordeigenen Umschlaganlage ist eine 35 Meter lange und sieben Meter breite, um 33 Grad horizontal schwenkbare, aus drei Sektionen bestehende Heckrampe. Die in Japan erbauten Schiffen erhielten eine Navire-Heckrampe  mit einem mittig angeordneten Mast mit einer beweglichen Saling. Anders die in Deutschland gebauten Schwesterschiffe mit MacGregor-Rampe, sie verfügen über seitliche Windenmasten. Die Rampe ist für eine maximale Belastung von 160 Tonnen ausgelegt und dient zum Be- und Entladen bei Kaihöhen bis 2,10 Meter unter und vier Meter über dem Niveau der Fahrspuren der Schiffsdecks. Zusätzlich verfügt das Schiff über zwei Seitenpforten und einen fahrbaren Gantry-Kran an Deck.

## Technik
Der Hauptantrieb der Schiffe besteht aus zwei Neunzylinder-MAN-Dieselmotoren vom Typ 9L 52/55A mit einer Drehzahl von je 450 Umdrehungen in der Minute, die über ein Getriebe auf einen vierflügeligen Verstellpropeller wirken. Der Propeller dreht mit 128 Umdrehungen in der Minute. An und Ablegemanöver werden durch jeweils zwei Bugstrahlruder erleichtert.

## Die Schiffe
| Rabenfels-Klasse | Rabenfels-Klasse | Rabenfels-Klasse     | Rabenfels-Klasse | Rabenfels-Klasse | Rabenfels-Klasse   | Rabenfels-Klasse                                                              | Rabenfels-Klasse |
| Ausführung       | Schiffsname      | Bauwerft / Baunummer | Kiellegung       | Stapellauf       | Indienststellung   | Spätere Namen                                                                 | Verbleib         |
| ---------------- | ---------------- | -------------------- | ---------------- | ---------------- | ------------------ | ----------------------------------------------------------------------------- | ---------------- |
| ConRo-Schiff     | Rabenfels        | Sasebo / 256         | 17. Januar 1977  | 31. März 1977    | 8. Juli 1977       | Cygnus, ASL Cygnus, Thekwini, T-AKR 113 Cape Taylor                           | In Fahrt         |
| ConRo-Schiff     | Rauenfels        | Sasebo / 257         | 15. Februar 1977 | 15. Juli 1977    | 21. September 1977 | Essen, Kongsfjord, Onno, ASL Sanderling, Oceanex Sanderling                   | In Fahrt         |
| ConRo-Schiff     | Reichenfels      | HDW / 112            | 1. Februar 1977  | 16. Juni 1977    | 30. September 1977 | Lyra, Cape Texas (T-AKR 112)                                                  | In Fahrt         |
| ConRo-Schiff     | Rheinfels        | HDW / 113            | 15. Februar 1977 | 19. Juli 1977    | 7. Dezember 1977   | Norefjord, Radbod, Santos, Canadian Forest, Santos, Cape Trinity (T-AKR 9711) | In Fahrt         |